# Surowa (Basses-Carpates)
Pour les articles homonymes, voir Surowa.
Surowa est une localité polonaise de la gmina de Borowa, située dans le powiat de Mielec en voïvodie des Basses-Carpates.